# Bàsquet Club Andorra 2016-2017
Questa voce raccoglie le informazioni riguardanti il Bàsquet Club Andorra nelle competizioni ufficiali della stagione 2016-2017.

## Stagione
La stagione 2016-2017 del Bàsquet Club Andorra è la 7ª nel massimo campionato spagnolo di pallacanestro, la Liga ACB.
A maggio David Navarro ottiene la cittadinanza andorrana.

## Roster
Aggiornato al 17 novembre 2024.
| MoraBanc Andorra 2016-17 | MoraBanc Andorra 2016-17 |
| Giocatori                | Staff tecnico            |
| ------------------------ | ------------------------ |

| N. | Naz.                                                | Ruolo | Nome                   | Anno | Alt.   | Peso   |  |
| -- | --------------------------------------------------- | ----- | ---------------------- | ---- | ------ | ------ |  |
| 5  | Austria (bandiera)                                  | P     | Thomas Schreiner       | 1987 | 195 cm | 88 kg  |  |
| 7  | Georgia (bandiera) · Spagna (bandiera)              | AG    | Beka Burjanadze        | 1994 | 201 cm | 115 kg |  |
| 8  | Spagna (bandiera)                                   | AP    | Nil Brià               | 1997 | 195 cm |        |  |
| 8  | Andorra (bandiera) · Spagna (bandiera)              | AG    | Hugo Bartolomé         | 1998 | 201 cm | 82 kg  |  |
| 11 | Spagna (bandiera)                                   | AC    | Nacho Martín           | 1983 | 202 cm | 111 kg |  |
| 12 | Bosnia ed Erzegovina (bandiera) · Spagna (bandiera) | AC    | Nikola Marić           | 1998 | 201 cm |        |  |
| 14 | Serbia (bandiera)                                   | C     | Oliver Stević          | 1984 | 204 cm | 105 kg |  |
| 15 | Spagna (bandiera) · Andorra (bandiera)              | G     | David Navarro (C)      | 1983 | 186 cm | 82 kg  |  |
| 16 | Francia (bandiera)                                  | P     | Andrew Albicy          | 1990 | 178 cm | 77 kg  |  |
| 17 | Georgia (bandiera)                                  | C     | Giorgi Shermadini      | 1989 | 217 cm | 120 kg |  |
| 23 | Stati Uniti (bandiera)                              | GA    | David Walker           | 1993 | 197 cm | 89 kg  |  |
| 24 | Andorra (bandiera) · Spagna (bandiera)              | P     | Guillem Colom          | 1991 | 195 cm | 87 kg  |  |
| 25 | Rep. Ceca (bandiera) · Spagna (bandiera)            | G     | David Jelínek          | 1990 | 194 cm | 90 kg  |  |
| 35 | Svezia (bandiera)                                   | A     | Chris Czerapowicz      | 1991 | 201 cm | 95 kg  |  |
| 43 | Grecia (bandiera)                                   | A     | Thanasīs Antetokounmpo | 1992 | 198 cm | 98 kg  |  |
| -  | Senegal (bandiera) · Spagna (bandiera)              | C     | Waly Niang             | 1996 | 206 cm |        |  |

| Allenatore                                                                               |
| - Joan Peñarroya                                                                         |
| Assistente/i                                                                             |
| - David Eudal - Xavier Luque Legenda - (C) Capitano - (IN) Inattivo - Infortunato Roster |

## Mercato

### Sessione estiva
| Acquisti | Acquisti               | Acquisti           | Acquisti   | Acquisti |
| R.a      | Nome                   | da                 | Modalità   |          |
| -------- | ---------------------- | ------------------ | ---------- | -------- |
| P        | Andrew Albicy          | BCM Gravelines     | svincolato |          |
| P        | Guillem Colom          | Peñas Huesca       | svincolato |          |
| G        | David Jelínek          | Włocławek          | svincolato |          |
| GA       | David Walker           | Northeast. Huskies | svincolato |          |
| A        | Thanasīs Antetokounmpo | Westch. Knicks     | svincolato |          |
| AG       | Beka Burjanadze        | Coruña             | svincolato |          |
| AC       | Nikola Maric           | Fuenlabrada        | svincolato |          |
| AC       | Nacho Martín           | Estudiantes        | svincolato |          |
| AC       | Oliver Stević          | Fuenlabrada        | svincolato |          |

| Cessioni | Cessioni           | Cessioni          | Cessioni       | Cessioni |
| R.       | Nome               | a                 | Modalità       |          |
| -------- | ------------------ | ----------------- | -------------- | -------- |
| P        | David Jofresa      | Manresa           | fine contratto |          |
| P        | Víctor Sada        | Barcellona B      | fine contratto |          |
| G        | Stephen Holt       | Saragozza         | fine contratto |          |
| G        | Vojdan Stojanovski | Real Betis        | rescissione    |          |
| AP       | Bétinho Gomes      | Aquila Trento     | fine contratto |          |
| AP       | Sergi Pino         | San Sebastián     | fine contratto |          |
| AG       | Luka Bogdanović    | Joventut Badalona | fine contratto |          |
| AG       | Dan Clark          | Free agent        | fine contratto |          |
| C        | Shawn Jones        | H. Gerusalemme    | fine contratto |          |

### Dopo l'inizio della stagione
| Acquisti | Acquisti          | Acquisti    | Acquisti         | Acquisti   |
| R.       | Nome              | da          | Data             | Modalità   |
| -------- | ----------------- | ----------- | ---------------- | ---------- |
| A        | Chris Czerapowicz | M.S. Krosno | 18 febbraio 2017 | svincolato |

| Cessioni | Cessioni | Cessioni | Cessioni | Cessioni |
| R.       | Nome     | a        | Data     | Modalità |
| -------- | -------- | -------- | -------- | -------- |